# Oxygonum fruticosum
Oxygonum fruticosum là một loài thực vật có hoa trong họ Rau răm. Loài này được Dammer ex Milne-Redh. mô tả khoa học đầu tiên năm 1933.